# Шехтман, Иосеф Бер
Шехтман Иосеф (Иосеф Бер; Joseph B. Schechtman; 1891, Одесса, — 1970, Нью-Йорк), деятель сионистского движения, публицист, специалист по вопросам миграции.

## Дореволюционный период
Учился в Новороссийском университете в Одессе. С юности участвовал в сионистском движении. Под влиянием Владимира Жаботинского, впоследствии известного идеолога и лидера сионистского движения, Шехтман изучил украинский язык. Учась в университете, установил контакты с участниками украинского национального движения и в 1910 году опубликовал в петербургском журнале «Еврейский мир» статью о необходимости украинско-еврейского диалога, сочувственно встреченную украинской прессой. В частности позитивные отзывы писались в киевской газете «Нова рада». Через 7 лет Иосеф Шехтман издал на ту же тему в своём родном городе две брошюры: «Евреи и украинцы» и «Национальные движения в свободной России». В 1917 году участвовал в сионистских конференциях в Петрограде, поддерживал вместе с другими единомышленниками намерения Жаботинского о создании Еврейского легиона в составе британской армии. В том же году Шехтмана избрали делегатом на Всероссийский еврейский съезд, состоявшийся в Москве в летом 1918 года как 1-й Съезд еврейских общин. В 1918 году он был избран членом Еврейской национальной рады в Киеве — высшего органа еврейской национальной автономии на Украине, а в 1918-19 годах работал в её исполнительном органе — Еврейском национальном секретариате.

## Жизнь в эмиграции
В ходе разразившейся гражданской войны, в 1920 году, Шехтман эмигрировал в Германию, поступил в Берлинский университет, был активен в эмигрантской среде русско-украинских сионистов. С сентября 1922 года являлся одним из редакторов еженедельника «Рассвет». В 1923 году «Рассвет» стал органом сионистской группы Владимира Жаботинского, оппозиционной правлению Сионистской организации. Впоследствии Шехтман был соредактором Жаботинского в их совместной работе в журнале «Рассвет». Шехтман был одним из основателей Всемирного союза сионистов-ревизионистов (Париж, 1925 год), членом его правления, представлял ревизионистское движение в Центральной Европе. В 1929-31 годах работал редактором парижского еженедельника на идиш «Дер найер вег». В 1931-35 годах Шехтман был членом Исполнительного комитета Сионистской организации. В 1935 году он вышел из Всемирной Сионистской организации и стал одним из основателей Новой сионистской организации.
В 1941 году, после начала Второй мировой войны Шехтман выехал в США. В 1941-43 годах он занимал должность старшего научного сотрудника Института еврейских проблем; в 1943-44 годах — директор и один из учредителей Бюро по исследованию миграции населения. В 1944-45 годах Иосеф Шехтман — консультант по вопросам миграции правительственного отдела стратегических исследований. В это же время Шехтман продолжал активно участвовать в еврейской общественной жизни, был председателем объединения сионистов-ревизионистов США, членом правления Всемирного еврейского конгресса. В 1946 году, после того, как Новая сионистская организация самораспустилась, Шехтман был вновь избран членом Исполнительного комитета Всемирной Сионистской организации (до 1970 года). В 1960-е года Иосеф Шехтман был членом Исполнительного комитета Еврейского агентства. В последние годы жизни Шехтман удалился от активной политической и общественной деятельности.

## Труды

### Работы довоенного периода
- «Погромы на Украине при украинских правительствах» (французский язык, Париж, 1927)
- «Погромы Добровольческой армии» (русский язык, Берлин, 1932)
- «Трансиордания в рамках палестинского мандата» (немецкий язык, 1937)

### Работы послевоенного периода
Все книги на английском языке:
- European Population Transfers, 1939-1945. — Oxford University Press, 1946. — 532 p.
- «Проблема арабских беженцев» (1952)
- Биография В. Жаботинского на английском языке в 2-х томах: т. 1 — «Мятежник и государственный деятель» (1956), т. 2 — «Борец и пророк» (1961)
- «На орлиных крыльях. Бегство, исход и репатриация восточных евреев» (1961),
- «Закатившаяся звезда. Ещё раз о русском еврействе» (1961)
- «Муфтий и фюрер» (1965)
- «Соединенные Штаты и борьба за еврейское государство» (1965)
- «Иордания. Государство, которого никогда не было» (1969)
- «История ревизионистского движения» (в соавторстве с И. Бенари; т. 1, 1970)